# Vitskuldrad myrfågel
Vitskuldrad myrfågel (Akletos melanoceps) är en fågel i familjen myrfåglar inom ordningen tättingar.

## Utseende och läte
Vitskuldrad myrfågel är en stor och knubbig myrfågel med blå bar hud runt ögat. Hanen är kolsvart med en liten vit fläck på skuldran som dock ofta kan vara svår att se. Honan är rostbrun med svart huva. Sången är ljudlig och ringande. 

## Utbredning och systematik
Fågeln förekommer i sydöstra Colombia till nordöstra Peru och västra Amazonområdet i Brasilien. Den behandlas som monotypisk, det vill säga att den inte delas in i några underarter.

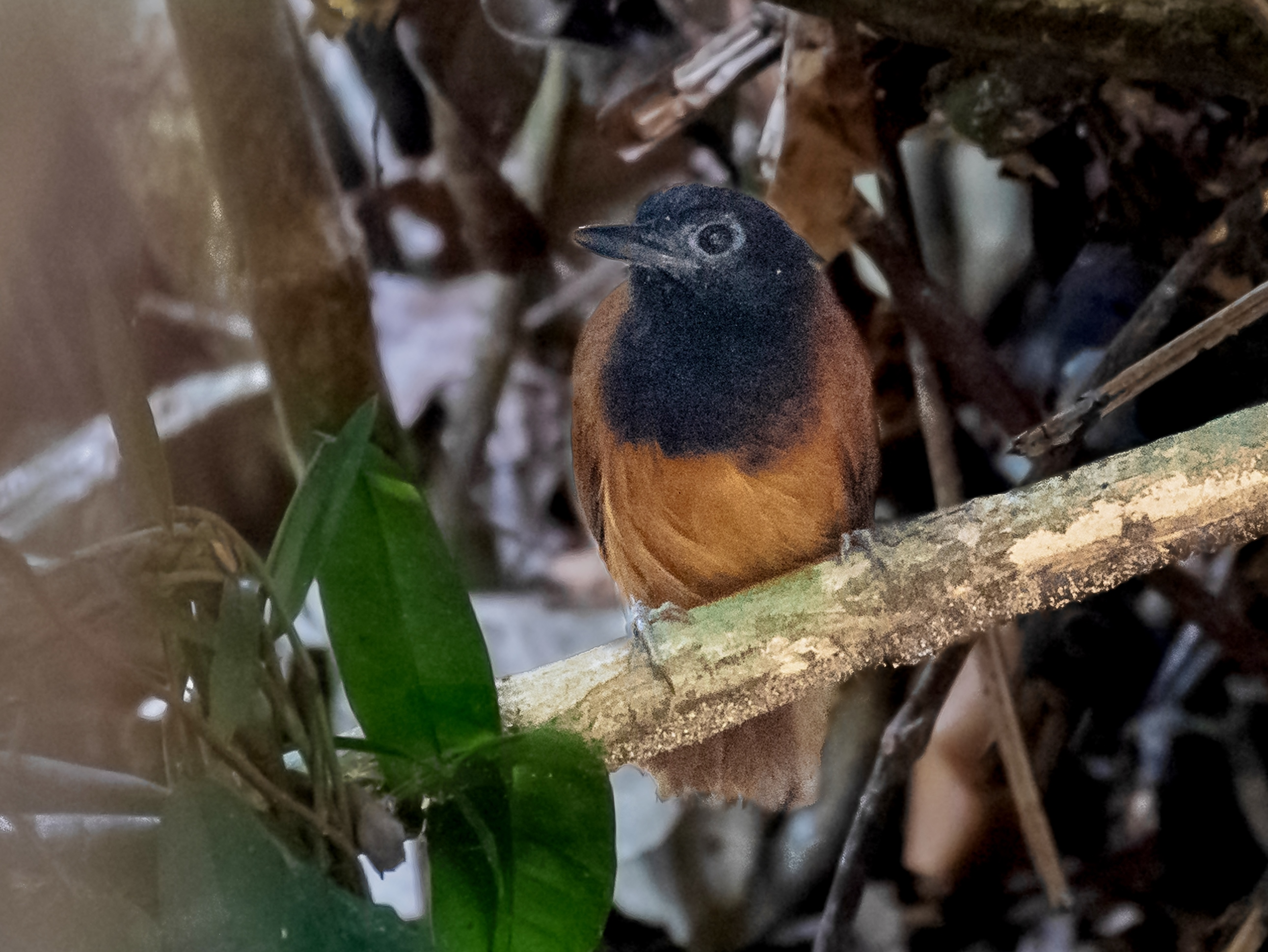

### Släktestillhörighet
Arten placerades tidigare i släktet Myrmeciza. Genetiska studier från 2013 fann dock att det släktet är polyfyletiskt. Myrmeciza delades därför upp i flera mindre släkten, varav vitskuldrad myrfågel och dess systerart amahuacamyrfågel fördes till Akletos.

## Levnadssätt
Vitskuldrad myrfågel hittas i tät undervegetation i låglänta skogar. Den påträffas vanligen i par. Fågeln har ett karakteristiskt beteende av att sänka stjärten kvickt och sedan resa den långsamt.

## Status
Arten har ett stort utbredningsområde och beståndet anses vara stabilt. Internationella naturvårdsunionen IUCN listar den därför som livskraftig (LC).